# Gerbillus brockmani
Gerbillus brockmani és una espècie de mamífer rosegador de la família dels múrids. És endèmic del nord de Somàlia. No se sap gaire cosa sobre el seu hàbitat i la seva història natural. Es desconeix si hi ha cap amenaça significativa per a la supervivència d'aquesta espècie.
L'espècie fou anomenada en honor del zoòleg britànic Ralph Evelyn Drake-Brockman.